# Paremia
Paremia (stgr. παροιμία paroimía) – jednostka językowa o pochodzeniu ludowym, wyrażająca mądrość lub doświadczenie ludowe.
Niekiedy paremie są utożsamiane z przysłowiami. W szerokim ujęciu do paremii zalicza się różne twory literacko-językowe (przysłowia, porzekadła, zagadki, przepowiednie pogodowe i skrzydlate słowa). W literaturze hiszpańskiej zaproponowano podział na paremie znanego pochodzenia, właściwe dla „wysokiej” sfery użycia języka (proverbium, aforyzm) oraz paremie anonimowe, o charakterze ludowym i „niskim” (w tym przysłowia, zwroty przysłowiowe i welleryzmy). Część badaczy zalicza paremie do frazeologizmów i włącza je w zakres badawczy frazeologii, inni natomiast podkreślają ich odrębny charakter jako gotowych tekstów, przybierających postać cytatów.
Szczególnym rodzajem paremii jest paremia prawnicza. Nauka o paremiach to paremiologia.